# Дитер Шварц
Дитер Шварц (Хајлброн, 24. септембар 1939) немачки је предузетник и власник Schwarz Gruppe. Претходно је био директор ланаца продавница Lidl и Kaufland.

## Биографија
Године 1963. оженио се Франциском Вајперт. Имају две ћерке и живе у Хајлброну. Познато је да веома штити своју приватност, у мери у којој не постоје медијски снимци њега, те одбија било какву врсту интервјуа. Међутим, познато је да само три његове фотографије постоје у штампи или у претраживању слика на Гуглу.